# Nukleomorf
Nukleomorf – organellum komórkowe przypominające jądro komórkowe występujące w chloroplastach niektórych glonów. Nukleomorf odkryto u dwóch grup fotosyntetyzujących protistów – Chlorarachniophyta i Cryptophyta. Zawierają jedne z najmniejszych eukariotycznych genomów (minimalnie 380 kpz, u niesklasyfikowanego gatunku chlorachniofita określanego jako CCMP621, u innych gatunków ok. 500-600 kpz, trzy liniowe chromosomy) z bardzo krótkimi intronami. Nukleomorf wraz z organellami przypominającymi rybosomy znajduje się w przestrzeni peryplastydowej między dwiema błonami otaczającymi właściwą część chloroplastu a kolejnymi dwiema błonami oddzielającymi ją od cytoplazmy komórki. Uważa się, że jest to świadectwo wtórnej endosymbiozy, która dała początek kilku liniom ewolucyjnym protistów roślinopodobnych. Dwie najbardziej wewnętrzne błony są według tej hipotezy homologiczne z błonami chloroplastów roślin, a pierwotnie – z błonami sinic, które w pierwotnej endosymbiozie dały im początek. Błona trzecia jest pozostałością błony komórkowej wtórnego endosymbionta, a czwarta pęcherzyka fagocytotycznego. Mimo pewnych podobieństw najprawdopodobniej nukleomorfy (i całe chloroplasty) chlorachniofitów i kryptomonad mają odrębne pochodzenie. W przypadku chlorachniofitów endosymbiontem była zapewne pierwotna zielenica, w przypadku kryptomonad – pierwotny krasnorost. Prawdopodobnie u początków tej endosymbiozy było wchłonięcie przez pierwotnego pierwotniaka pierwotnego glona. Obecnie takie układy są spotykane, a żyjące wewnątrz pierwotnie heterotroficznych organizmów glony określa się – w zależności od przynależności systematycznej – jako zoochlorelle, zooksantelle lub cyjanelle. Następnie geny endosymbionta w większości przeszły do jądra komórkowego gospodarza. Obecnie geny nukleomorfu kodują białka potrzebne niemal wyłącznie do jego replikacji i małą liczbę białek wykorzystywanych przez chloroplast.
Możliwe, że nukleomorfy istniały również u innych glonów, u których przypuszcza się, że zaszła wtórna (a może też trzeciorzędowa) endosymbioza (stramenopile, bruzdnice, eugleniny i in.), a linie te pochodzą od przodków spokrewnionych z chlorachniofitami lub kryptomonadami, nie ma na to jednak wystarczających dowodów.